# Хонатан Саббатіні
Хонатан Саббатіні (ісп. Jonathan Sabbatini, нар. 31 березня 1988, Пайсанду) — уругвайський футболіст, півзахисник клубу «Лугано».

## Ігрова кар'єра
У дорослому футболі розпочав виступати на своїй історичній батьківщині в Італії, граючи за нижчолігові команди «Віртус Ланчано» та «К'єті». Отримавши також італійське громадянство, він не числився як легіонер у командах.
Влітку 2012 року приєднався до швейцарського «Лугано», з яким 2015 року виграв другий дивізіон країни і того ж року Саббатіні дебютував у елітному дивізіоні. Станом на 26 травня 2019 року відіграв за команду з Лугано 217 матчів в національному чемпіонаті.

## Титули і досягнення
- Володар Кубка Швейцарії (1):

«Лугано»: 2021-22